# Kanato de Chagatai
El kanato de Chagatai (en mongol: Цагадайн улс, Tsagadai Khan Uls) fue un kanato túrquico-mongol gobernado por Chagatai Kan (segundo hijo de Gengis Kan), por sus descendientes y sucesores. Inicialmente se consideró una parte del Imperio mongol, pero más tarde llegó a ser completamente independiente.
En su apogeo en el siglo XIII, el kanato se extendía a través del Asia central desde el río Amu Darya, al sur del mar de Aral (la denominada Transoxiana) hasta las montañas de Altái, en la actual frontera entre Mongolia y China. La capital se encontraba en Almarij, cerca de la actual ciudad de Gulja (o Yining), en el Sinkiang occidental.
El kanato se prolongó en una forma u otra desde 1220 hasta fines del siglo XVII, aunque la parte occidental del kanato se perdió a manos de Tamerlán en la década de 1360. La parte oriental permaneció bajo el gobierno de los sucesores de Chagatai, quienes a veces eran aliados de los sucesores de Timur, pero en otras ocasiones entraban en guerra con ellos. Por último, en el siglo XVII, los restantes dominios del kanato de Chagatai cayeron bajo el régimen de los Khojas, un clan del Turkestán Oriental.

## El kanato de Chagatai después de 1241
A la muerte de Chagatai, en el año 1241, el territorio que controlaba, denominado Ulús o kanato de Chagatai, pasó a manos de su pariente Kaidu, quien combatió contra el Gran Kan Kublai debido al giro hacia la cultura china que este último promovió, en lugar de conservar las tradiciones mongolas. A la muerte de Kaidu, el Ulús volvió a pasar a manos de sus descendientes.
Entre 1334 y 1344, graves desórdenes en el kanato llevaron a su división en dos regiones separadas: Mogolistán, también conocido como kanato Chagatai oriental, y el Ulús Chagatai.
En el año 1369, Tamerlán conquistó el kanato de Chagatai en un intento de reconstruir el Imperio mongol.

## Kanes de Chagatai
- Chagatai Kan (1228-1242)
- Qara Hülegü (nieto del anterior) (1242-1246)
- Yesu Mongke (hermano) (1246-1251)
- Qara Hulagu (segundo período) (1251-1254)
- Mubarak Shah (hijo) (1254-1260), convertido al islam
- Arghanah Jatun (regente) (1254-1260)
- Alghun (nieto de Chagatai) (1260-1263 o 1264)
- Mubarak Shah (segundo período) (1263 o 1264)
- Giyat al-Din Baraq (1264-1271)
- Quiqpei (nieto de Chagatai) (1271-1272)
- Buka Timur (bisnieto de Chagatai) (1272-1274)
- Tuva (hijo de Baraq) (1291-1306 o 1307)
- Kondjek (hijo) (1306 o 1307-1308)
- Taliqu Kizr Jan (descendiente de Chagatai) (1308-1309)
- Kebek (hijo de Tuwa) (1309)
- Esen Buqa I (1309-1318)
- Kebek (segundo período) (1318-1326)
- Eljigitei (hermano) (1326-1330)
- Buzan (nieto de Tuva) (1330)
- Dura Timur (hermano) (1330-1332)
- Ala al-Din Tarmashirin (hermano) (1332-1334)

### Kanato Occidental de Chagatai
- Changshi (1334-1338)
- Yesun Timur (1338-1342)
- Ali Sultan (1338-1342)
- Muhammad I ibn Pulad (1342-1343)
- Qazan Jan ibn Yasaur (1343-1346)
- Danishmendi (1346-1348)
- Bayan Quli (1348-1358)
- Shah Timur (1358)
- Tughluq Timur (de Mogulistán 1348-1363) (1358-1363)
- Ilyas Khodja (de Mogulistán 1363-1368) (1363-1368)
- Adil Sultan (1363)
- Jabul Shah (1364-1370)
- Suurgatmish (1370-1388)
- Sultan Mahmud (Mohammed II) (1388-1402), sucedido por los timúridas.

### Kanato de Qaidu
- Qaidu (1262-1301/1303)
- Chapar (1301/1303-1306)